# 피지체군

서포모제주 지도에 표시된 피지체군의 위치

피지체군(폴란드어: powiat pyrzycki)은 폴란드 서포모제주에 위치한 군으로 군청 소재지는 피지체이며 면적은 725.71km2, 인구는 39,931명(2006년 기준), 인구 밀도는 55명/km2이다.
북쪽으로는 스타르가르트군, 남쪽으로는 미실리부시군, 서쪽으로는 그리피노군과 접한다. 6개 지방 자치체(2개 도시형 농촌, 4개 농촌)를 관할한다.

군기
군 문장